# Alcazar (groupe)
Pour les articles homonymes, voir Alcazar.
Alcazar est un groupe suédois de musique pop. Il est l'un des groupes musicaux suédois les plus populaires, tant au niveau national qu'international, avec une série de succès depuis leur premier single en 1999. Alcazar compte plus de 12 millions de disques vendus dans le monde entre 2001 et 2004. Alcazar connait également un succès mondial en 2000 avec sa chanson Crying at the Discoteque, qui se classe aux États-Unis, au Brésil, en Australie, au Japon et dans la plupart des pays d'Europe.
Alcazar se sépare en août 2011 après un concert à la Stockholm Pride. Ils se réunit à nouveau en 2013 avant le Melodifestivalen 2014 avant de se dissoudre à nouveau en 2018. Depuis, ils ne se sont réunis qu'occasionnellement. 

## Histoire

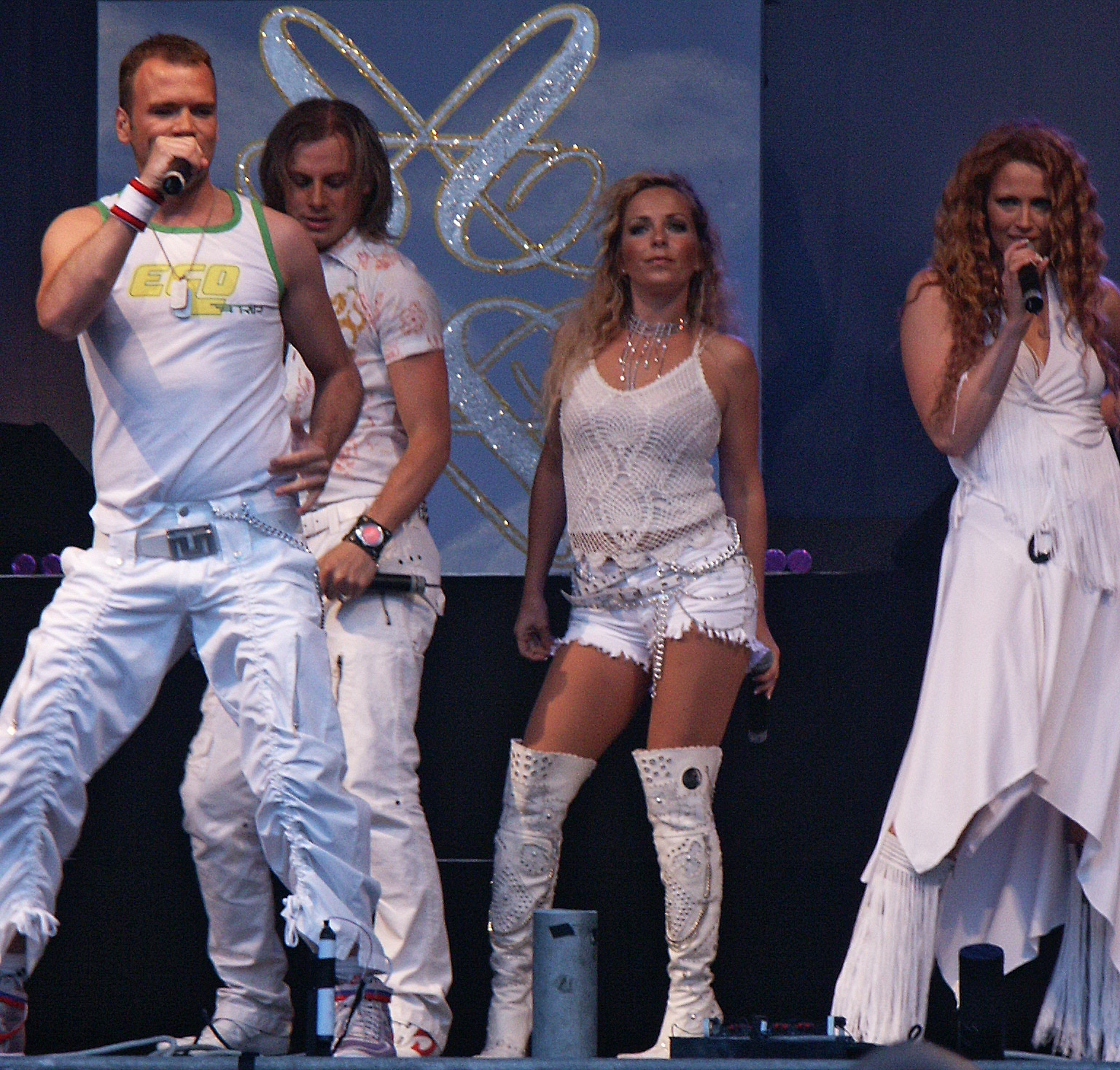
Alcazar à Borås en 2004.

Le groupe est formé en 1998 avec trois membres Andreas Lundstedt, Tess Merkel (né Therese Merkel, le 18 avril 1970 à Nyköping), et Annikafiore Kjaergaard (né le 18 mai 1971 à Bjärnum). Leur premier single, Shine on, est un succès en Suède mais c'est avec leur deuxième tube, Crying at the Discoteque (sample de la chanson Spacer de Sheila et des B.Devotion de 1979) qu'ils parviennent à se faire un nom en Europe. Ces chansons sont sur leur premier album Casino (écrit et produit par Alexander Bard et Anders Hansson) de même que leur troisième single, une reprise du hit Don't You Want Me de The Human League qui leur permet de percer aux États-Unis.
En décembre 2002, Magnus Carlsson intègre le groupe. Le deuxième album Alcazarized sort en Suède en 2003 et devient un succès. La sortie internationale se fait en 2004. En sortent les singles Not a Sinner Nor a Saint, Ménage a trois, Love Life et Someday. Cette dernière servira d'hymne pour la marche des fiertés (gay pride) suédoise en 2003. À l'automne 2004, Alcazar sort This is the World We Live in. Un sample au niveau de la musique de Upside Down, de Diana Ross, avec une reprise des paroles de Land of Confusion, un single du groupe Genesis, sorti en 1986.
Ils sortent un album nommé Dancefloor Deluxe en Suède en août 2004. S'ensuivront les singles This Is The World We Live In, Physical, Dancefloor Deluxe et Here I Am. Le groupe décide de faire une pause et les garçons tentent une carrière solo. Lundstedt participe entre autres à l'édition 2006 de l'Eurovision comme membre du groupe Six4one pour la Suisse. Carlsson participa quant à lui au Melodifestivalen en Suède.
En 2010, Alcazar enregistre un duo avec le groupe pop britannique Same Difference, la chanson s'intitule Karma Karma. Il est inclus sur le deuxième album de Same Difference, The Rest is History.  Bien qu'elle ne soit pas officiellement sortie en tant que single, la chanson se classe sur le iTunes suédois grâce à la popularité d'Alcazar dans son pays d'origine.
Alcazar travaille également sur son quatrième album studio. La suite de Disco Defenders, sortie en 2009, comprend des chansons écrites par le nouveau venu allemand Victor Finke. Le nouveau single Good Lovin sort en août 2014.
Le groupe se réunit à nouveau pour se produire au Concours Eurovision de la chanson 2024 à Malmö en tant qu'intermittent de la finale.

## Melodifestivalen

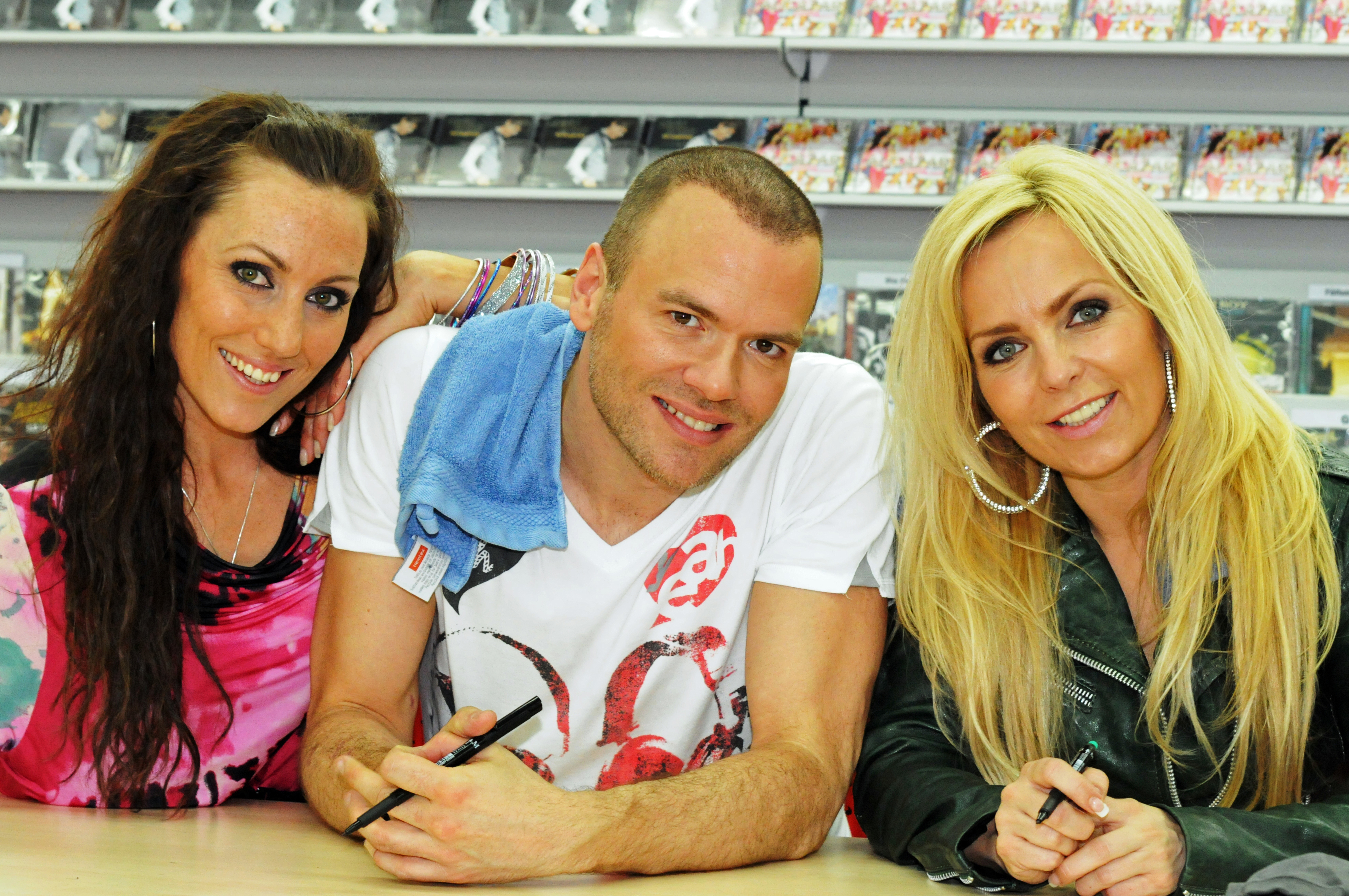
Alcazar signe son album au Media Markt de Norrköping

Le concours de la chanson Melodifestivalen, organisé en Suède pour sélectionner les représentants du pays au concours de l'Eurovision, accueille le groupe Alcazar à cinq reprises. Lors de leurs deux premières tentatives, en 2003 avec Not a Sinner nor a Saint et en 2005 avec Alcastar, le groupe se classe à la troisième position. En 2009, Alcazar participe une troisième fois avec Stay the Night, qui terminera cinquième en finale. L'année suivante, c'est avec la chanson Headlines que le groupe participe, mais il est éliminé en seconde chance face à Jessica Andersson. Ils participent à nouveau en 2014 avec la chanson Blame it on the Disco, qui permet une nouvelle fois au groupe de terminer troisième.

## Discographie

### Albums studio
- 2000 : Casino
- 2003 : Alcazarized
- 2004 : A Tribute to ABBA
- 2004 : Dancefloor Deluxe
- 2009 : Disco Defenders

### Singles
| Année | Single                       | SUÈ | AUS | AUT | BEL | BRÉ | FIN | ALL | P-B | IRL | ITA | ESP | RUS | SUI | R-U | UKR | DAN | NOR | GRÈ |
| ----- | ---------------------------- | --- | --- | --- | --- | --- | --- | --- | --- | --- | --- | --- | --- | --- | --- | --- | --- | --- | --- |
| 1999  | Shine On                     | -   | -   | -   | -   | -   | -   | -   | -   | -   | -   | -   | -   | -   | -   | -   | -   | -   | -   |
| 2000  | Ritmo Del Amor               | -   | -   | -   | -   | -   | -   | -   | -   | -   | -   | -   | -   | -   | -   | -   | -   | -   | -   |
| 2000  | Crying at the Discoteque     | 29  | 14  | 14  | 2   | 1   | 8   | 3   | 12  | 6   | 4   | 16  | -   | 7   | 13  | -   | -   | -   | 17  |
| 2001  | Sexual Guarantee             | 28  | -   | -   | 16  | -   | -   | 72  | 18  | -   | 9   | -   | -   | -   | 30  | -   | -   | -   | -   |
| 2002  | Don't You Want Me            | 30  | 37  | -   | -   | -   | 18  | 74  | -   | -   | -   | -   | -   | -   | -   | -   | -   | -   | -   |
| 2003  | Not a Sinner Nor a Saint     | 1   | -   | -   | -   | -   | -   | -   | -   | -   | -   | -   | -   | -   | -   | -   | -   | -   | -   |
| 2003  | Ménage a trois               | 19  | -   | -   | -   | -   | -   | -   | -   | -   | 24  | -   | -   | -   | -   | -   | -   | -   | -   |
| 2003  | Someday                      | 31  | -   | -   | -   | -   | -   | -   | -   | -   | -   | -   | -   | -   | -   | -   | -   | -   | -   |
| 2003  | Love Life                    | 10  | -   | -   | -   | -   | -   | -   | -   | -   | -   | -   | -   | -   | -   | -   | -   | -   | -   |
| 2004  | This Is the World We Live in | 3   | 31  | 37  | 17  | -   | -   | 30  | -   | -   | 11  | -   | 1   | -   | 15  | 18  | 14  | 16  | -   |
| 2004  | Physical                     | -   | -   | -   | -   | -   | 3   | 59  | -   | -   | -   | -   | -   | -   | -   | 1   | -   | -   | -   |
| 2004  | Here I Am                    | 41  | -   | -   | -   | -   | 6   | -   | -   | -   | -   | -   | -   | -   | -   | -   | -   | -   | -   |
| 2005  | Alcastar                     | 1   | -   | -   | -   | -   | -   | -   | -   | -   | -   | -   | -   | -   | -   | -   | -   | -   | -   |
| 2005  | Start the Fire               | 10  | -   | -   | -   | -   | -   | 62  | -   | -   | -   | -   | -   | -   | -   | 12  | -   | -   | -   |
| 2008  | We Keep on Rockin'           | 4   | -   | -   | -   | -   | -   | -   | -   | -   | -   | -   | -   | -   | -   | -   | -   | -   | -   |
| 2008  | Inhibitions                  | 10  | -   | -   | -   | -   | -   | -   | -   | -   | -   | -   | -   | -   | -   | -   | -   | -   | -   |
| 2009  | Stay the Night               | 2   | -   | -   | -   | -   | -   | -   | -   | -   | -   | -   | -   | -   | -   | -   | -   | -   | -   |
| 2009  | Burning                      | -   | -   | -   | -   | -   | -   | -   | -   | -   | -   | -   | -   | -   | -   | -   | -   | -   | -   |
| 2009  | From Brazil with Love        | -   | -   | -   | -   | -   | -   | -   | -   | -   | -   | -   | -   | -   | -   | -   | -   | -   | -   |
| 2009  | Last Christmas               | -   | -   | -   | -   | -   | -   | -   | -   | -   | -   | -   | -   | -   | -   | -   | -   | -   | -   |
| 2010  | Headlines                    | 10  | -   | -   | -   | -   | -   | -   | -   | -   | -   | -   | -   | -   | -   | -   | -   | -   | -   |